# Giovanna Rei
Giovanna Rei, all'anagrafe Giovanna Ferrari Rei (Napoli, 31 marzo 1975), è un'attrice italiana.

## Biografia
Napoletana, debutta in teatro nel 1995, mentre nel 1998 appare sugli schermi cinematografici con i film L'ultimo capodanno, regia di Marco Risi, e I volontari di Domenico Costanzo. Nello stesso anno compare in televisione nelle miniserie La piovra 9 - Il patto di Giacomo Battiato, e, interpretando Carmela, è co-protagonista della fortunata serie Anni '50 di Carlo Vanzina.
Vive il suo exploit televisivo nel 2001, con il singolare programma-film Il protagonista, che la vede nei panni di Carolina intenta a far innamorare un giovane ignaro di vivere una storia simile al Truman Show. Tra i suoi altri lavori televisivi vanno ricordati le serie Turbo e Turbo 2, Il bello delle donne, La squadra e La nuova squadra, Elisa di Rivombrosa, Grandi domani e soprattutto la sit-com Camera Café, in cui interpreta il ruolo della centralinista Giovanna, dal 2003 al 2007.
Non ha mai abbandonato il teatro: dal 2009 al 2011 è stata la protagonista a teatro di un'opera di Eduardo De Filippo Chi è cchiu' felice 'e me!', in una tournée nazionale; nel 2011 è ancora protagonista di un'opera di Eduardo, Ditegli sempre di sì. In seguito collabora, inoltre, Luciano De Crescenzo. Nel 2014 è una delle protagoniste della commedia Pane e burlesque di Manuela Tempesta. Nel 2015 invece partecipa a due fiction targate Rai1, Sfida al cielo - La narcotici 2 e Sotto copertura. Sempre nel 2015 la Rei conduce a fianco di Maurizio Costanzo sei puntate per Rai Premium del programma Memory. Nel 2019 è protagonista femminile di "Mostri a parte", lo spettacolo di Maurizio Casagrande. Nel 2020 è protagonista del mediometraggio "Nina e il cielo" di Erica de Lisio (un progetto realizzato per le Belle Arti di Napoli) e del film "Lui è mio padre" di Roberto Gasparro.
Nel 2010, insieme ad altre cento celebrità del mondo della politica e dello spettacolo, ha posato per il fotografo Gerald Bruneau, contribuendo a realizzare il calendario voluto da DonnaDonnaOnlus per la lotta ai disturbi alimentari. Sette anni più tardi, al programma La vita in diretta ha raccontato di aver sventato in extremis un tentativo di molestie da parte del produttore cinematografico Harvey Weinstein.

## Filmografia

### Cinema
- I volontari, regia di Domenico Costanzo (1998)
- L'ultimo capodanno, regia di Marco Risi (1998)
- A Deadly Comprimise, regia di Giovanni Robbiano (2000)
- Quello che le ragazze non dicono, regia di Carlo Vanzina (2000)
- Pane e burlesque, regia di Manuela Tempesta (2014)
- Tutte lo vogliono, regia di Alessio Maria Federici (2015)
- Nina e il cielo, regia di Erica de Lisio (2020)
- Lui è mio padre, regia di Roberto Gasparro (2020)
- Quel posto nel tempo, regia di Giuseppe Alessio Nuzzo (2022)

### Televisione
- Un posto al sole - soap opera (1996)
- La piovra 9 - Il patto, regia di Giacomo Battiato - Miniserie TV (1998)
- Anni '50, regia di Carlo Vanzina - Miniserie TV (1998)
- Turbo, regia di Antonio Bonifacio - Miniserie TV (1999, 2001)
- Gli amici di Sara, regia di Gabriele Muccino - Minifiction in otto puntate su AIDS in onda su Rai e Mediaset (1999)
- Sei forte, maestro, regia di Ugo Fabrizio Giordani e Alberto Manni - Miniserie TV (2000)
- Il cielo tra le mani, regia di Sergio Martino - Film TV (2000)
- Il protagonista, conduce Pino Insegno - Show Televisivo (2001)
- Inviata programma tv Pavarotti & Friends (2002)
- Il bello delle donne 3, regia di Luigi Parisi e Maurizio Ponzi - Serie TV (2003)
- La squadra, registi vari - Serie TV (2003)
- Elisa di Rivombrosa, regia di Cinzia TH Torrini - Serie TV (2003)
- Camera Café, regia di Cristophe Sanchez e Fabrizio Gasparetto - Sitcom, 44 episodi (2003-2008)
- Grandi domani, regia di Vincenzo Terracciano - Serie TV (2005)
- Vera - Die Frau des Sizilianers, regia di Joseph Vilsmaier - Miniserie TV (2005)
- La nuova squadra, registi vari - Serie TV (2008)
- La fattoria 4, conduce Paola Perego - reality show (2009)
- Distretto di Polizia 9, regia di Alberto Ferrari - serie TV, episodi 9x19-9x20 (2009)
- Il caso Enzo Tortora - Dove eravamo rimasti?, regia di Ricky Tognazzi - film tv (2012)
- Provaci ancora prof! 5 - serie TV - Episodio: Le mani in tasca (2013)
- Sfida al cielo - La narcotici 2 - serie TV (2015)
- Sotto copertura, regia di Giulio Manfredonia – serie TV (2015)
- Don Matteo 10 - serie TV, episodi La promessa, La fuga e Non è colpa delle stelle, regia di Daniela Borsese (2016)
- Co-conduttrice al fianco di Maurizio Costanzo per Memory (programma televisivo)

## Teatro
- L'assassino nella cattedrale, regia di C. Giordano
- La rivoluzione è rinviata, regia di R. Carpentieri
- Il teatro del fuoco, regia di R. Carpentieri
- Il giardino dei ciliegi, regia di C. Giordano
- Il coraggio di un pompiere napoletano, regia di A. Angrisano
- Da giovedì a giovedì, regia di S. Tranquilli
- Pierino e il lupo, regia di V. Di Gennaro
- Le farse di Antonio Petito, regia di V. Di Gennaro
- Isole, regia di C. Giordano.
- Camera da letto, regia di Testa
- Donne al parlamento, regia di Bennato
- Le sette opere di Caravaggio, con U. Pagliai e G. Savoia
- Il diario di Rita Atria. Teatro Parioli
- 24 Maggio 1900, regia di Gigi Savoia
- Chi è cchiù felice 'e me , regia di Gigi Savoia (2009)
- Isso, essa e ‘o malamente, regia di Giancarlo Nicotra
- Mostri a parte, regia di Maurizio Casagrande